# Perizoma lacernigera
Perizoma lacernigera är en fjärilsart som beskrevs av Butler 1889. Perizoma lacernigera ingår i släktet Perizoma och familjen mätare. Inga underarter finns listade i Catalogue of Life.